# Вест Вајлдвуд (Њу Џерзи)
Вест Вајлдвуд (енгл. West Wildwood) град је у америчкој савезној држави Њу Џерзи.

## Демографија
По попису из 2010. године број становника је 603, што је 155 (34,6%) становника више него 2000. године.
| Група             | 2000.       | 2010.       |
| Белци             | 424 (94,6%) | 569 (94,4%) |
| Афроамериканци    | 0 (0,0%)    | 9 (1,5%)    |
| Азијати           | 1 (0,2%)    | 0 (0,0%)    |
| Хиспаноамериканци | 17 (3,8%)   | 16 (2,7%)   |
| Укупно            | 448         | 603         |